# Soldier Man
Soldier Man è un cortometraggio statunitense del 1926, diretto da Harry Edwards, con Harry Langdon.

## Trama
Armistizio: la guerra è finita. Solo un soldato non lo sa, e continua a combattere nelle lande dell’immaginario paese di Bomania, dove infuria una rivolta.
Il re di Bomania, Strudel XIII, viene catturato dai rivoltosi, ed il primo ministro, notata la straordinaria somiglianza fra il sovrano rapito ed il soldato, pone quest’ultimo sul trono.
Qui egli avrà a che fare col suo oppositore, generale von Snootzer, e con la regina.
Il soldato, infine, si risveglia da quello che era solo un sogno.